# Minas Morgul
Minas Morgul (Nederlands: Toren van Zwarte Magie) is een stad in de fictieve wereld van J.R.R. Tolkien.
Totdat de Nazgûl de stad in de Tweede Era veroverden heette de stad Minas Ithil (Nederlands: Toren van de Wassende Maan). Minas Tirith heette tot dat moment Minas Anor (Nederlands: Toren van de Zon).
De vallei waar de plaats in ligt heet Imlad Morgul, door de vallei stroomt de rivier de Morgulduin.

## Tweede Era

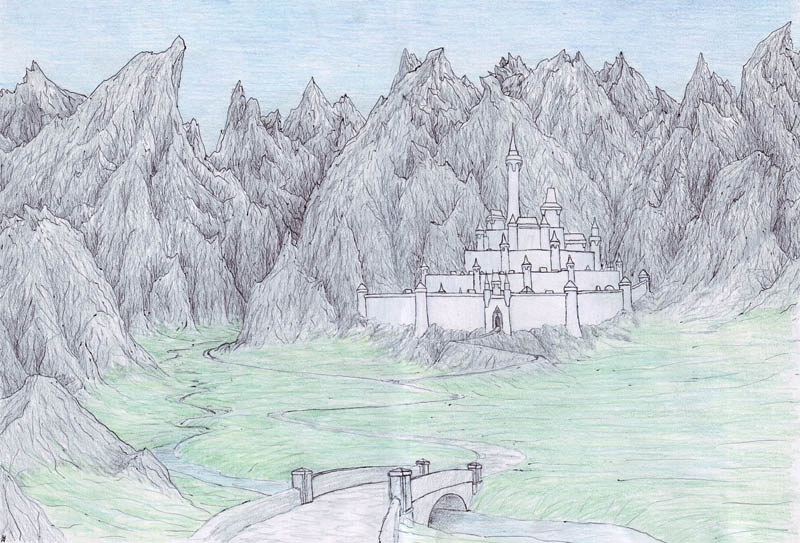
Minas Ithil

Nadat de Dúnedain in Midden-aarde waren aangekomen na hun vlucht van Númenor stichtten Isildur en zijn broer Anárion het rijk dat later Gondor werd genoemd. Aan weerskanten van Osgiliath, de voornaamste stad van het rijk, bouwden zij grote torens. In het westen bouwden zij Minas Anor, de Toren van de Ondergaande Zon, later Minas Tirith genoemd, waar het huis van Anárion stond. In het oosten bouwden zij op de flanken van de Ephel Dúath (de Schaduwbergen), als waarschuwing voor Mordor, Minas Ithil, de Toren van de Rijzende Maan. In Minas Ithil stond de zetel van Isildur en hij plantte een zaailing van de Witte Boom die hij had gered van Númenor, ook werd een van de Palantíri in Minas Ithil bewaard.
Nadat Sauron was teruggekeerd naar Mordor na de vernietiging van Númenor, hij de Ene Ring had gesmeed en zich sterk genoeg achtte viel hij met een grote strijdmacht het koninkrijk Gondor aan en nam Minas Ithil in, Isildur kon ontsnappen en nam een zaailing van de Witte Boom mee. Nadat Sauron overwonnen was door Het Laatste Bondgenootschap werd Minas Ithil ingesteld als wachttoren om Mordor te bewaken.

## Derde Era
Nadat de pest had toegeslagen in Gondor werden de forten aan de grenzen van Mordor verlaten en keerden de Nazgûl in het geheim terug naar Mordor. In het jaar 2000 van de Derde Era zetten zij de aanval in tegen Minas Ithil, de toenmalige koning van Gondor Eärnil II kon de Nazgûl niet weerstaan en in 2002 viel Minas Ithil, de palantir werd buitgemaakt en de stad werd omgedoopt tot Minas Morgul, de Toren van Tovenarij, de vallei waarin stad lag werd de Imlad Morgul de rivier die erdoor stroomde Morgulduin genoemd.
Vele jaren wordt Minas Morgul geregeerd door de Tovenaar-koning van Angmar, de Heer van de Nazgûl en nu de Heer van Morgul. De provincie Ithiliën die tussen Minas Morgul en de Anduin in lag raakte verlaten. Tijdens de Oorlog om de Ring kwamen de legers van Mordor die streden tijdens de Slag op de Velden van Pelennor uit Morgul.
Na de val van Barad-Dûr en de vernietiging van de Ene Ring wordt Minas Morgul door het leger van Koning Elessar(Aragorn) vernietigd. Vele jaren kon het dal van Minas Morgul niet bewoond worden door mensen, door het kwaad dat daar nog steeds rondhing. Nadat het kwaad was verdwenen werd na vele jaren Minas Morgul herbouwd als Minas Ithil.